# Roussin de Morgex
Roussin de Morgex ist eine Rotweinsorte. Sie  wird in kleinen Mengen im westlichen Teil des italienischen Aostatal in der Gemeinde Morgex angebaut. Von José Vouillamoz durchgeführte Gen-Analysen lassen vermuten, dass sie mit der Sorte Prié verwandt ist. DNA-Analysen am „Istituto agrario di San Michele all'Adige“ heute Fondazione Edmund Mach in San Michele all’Adige brachten auch einen Hinweis auf eine Verwandtschaft zweiten Grades zur alten, in den Schweizer Alpen beheimateten Rebsorte Resi.

## Herkunft
Roussin de Morgex gehört zu einer Gruppe von Rebsorten, die sich in der geographischen Insellage der Alpenregionen Italiens und des Wallis in der Schweiz halten konnten. Zu dieser Gruppe gehören die folgenden Sorten:
- Rotweinsorten: Bonda, Cornalin d’Aoste, Cornalin du Valais, Crovassa, Durize, Eyholzer, Fumin, Goron de Bovernier, Mayolet, Ner d’Ala, Petit-Rouge, Prëmetta/Prié rouge, Roussin, Roussin de Morgex, Vien de Nus, Vuillermin.
- Weißweinsorten: Completer, Himbertscha, Humagne Blanche, Lafnetscha, Petite Arvine, Planscher, Prié Blanc, Resi.

Ein Synonym für die Sorte ist Roussi.

## Abstammung
Es handelt sich um eine autochthone Sorte im Aostatal.